# Neuropatia ottica ischemica posteriore
La neuropatia ottica ischemica posteriore (PION) è un disturbo caratterizzato da un danno alla porzione retrobulbare del nervo ottico, dovuto a un inadeguato afflusso di sangue (ischemia) al nervo stesso. Malgrado il termine posteriore, questa patologia include anche casi in cui l'afflusso di sangue inadeguato al nervo è anteriore. Il disturbo descrive infatti sia un particolare processo di perdita della vista, sia l'ubicazione del danno.
La neuropatia ottica ischemica anteriore (AION) si distingue invece dalla PION perché l'AION sorge spontaneamente e in un occhio, in individui a rischio per predisposizione anatomica o cardiovascolare.

## Segni e sintomi
La PION è caratterizzata da una perdita della vista indolore, da moderata a grave, e ad insorgenza improvvisa. Uno o entrambi gli occhi possono essere colpiti, e la percezione cromatica è solitamente compromessa.

### Oftalmoscopia
Attraverso l'oftalmoscopia, non è possibile rilevare cambiamenti visibili alla testa del nervo ottico al momento dell'insorgenza del disturbo. Settimane dopo l'attacco ischemico, l'atrofia del nervo, originata dal nervo ottico posteriore danneggiato, si diffonde fino a raggiungere la testa del nervo ottico anteriore. L'atrofia della testa del nervo ottico è visibile attraverso un'oftalmoscopia da 4 a 8 settimane dall'insorgenza.

### Pupille
Se entrambi gli occhi sono colpiti dalla PION, le pupille possono sembrare simmetriche. Tuttavia, se gli occhi sono colpiti in maniera asimmetrica, ovvero nel caso in cui il nervo ottico di un occhio sia più danneggiato dell'altro, ciò comporta un sintomo chiamato difetto pupillare afferente (APD), vale a dire una percezione difettosa della luce in un occhio causante un riflesso di costrizione pupillare asimmetrico.

### PION arteritica
L'A-PION colpisce più comunemente le donne caucasiche, con un'età media di 73 anni. All'inizio, la perdita della vista è unilaterale, ma, se non trattata, si diffonde rapidamente fino a raggiungere entrambi gli occhi. La perdita della vista di solito è grave, e va dalla difficoltà nel contare le dita all'assenza di percezione della luce. I sintomi associati sono i seguenti: dolore alla mascella, aggravato dalla masticazione; indolenzimento del cuoio capelluto; dolore alle spalle e all'anca; mal di testa e spossatezza.

### PION perioperatoria
La perdita della vista è solitamente riscontrabile al risveglio dall'anestesia generale. Dopo il lungo intervento chirurgico, si può notare un rigonfiamento del viso. La perdita della vista è generalmente bilaterale e grave, e va dalla difficoltà nel contare le dita all'assenza di percezione della luce.

## Cause
La PION è un ictus emodinamico del nervo ottico, che può causare cecità unilaterale o, più spesso, bilaterale. La PION insorge di solito in due tipi di persone:
- Coloro i quali abbiano subito un intervento chirurgico non oculare particolarmente lungo o associato a una significativa perdita di sangue;
- Coloro i quali abbiano subito un'emorragia significativa, causata da un incidente o dalla rottura di vasi sanguigni. In questi casi, la persona può sviluppare anemia (numero insufficiente di globuli rossi che trasportano ossigeno nel flusso sanguigno) e spesso può anche soffrire d'ipotensione. Questa combinazione può produrre uno shock (collasso cardiocircolatorio), perciò la PION è stata talvolta definita neuropatia ottica indotta da shock.

La combinazione di anemia e ipotensione implica minore apporto di ossigeno ai tessuti attraverso il sangue. Il nervo ottico può essere altamente esposto a danno per insufficiente irrorazione sanguigna, dovuta al rigonfiamento (per mancanza di ossigeno) in uno spazio osseo ristretto, con conseguente sindrome compartimentale. La riduzione dell'afflusso di sangue può determinare danni permanenti al nervo ottico e porta alla cecità (spesso in entrambi gli occhi). Per ragioni tecniche, ciò si verifica più frequentemente con gli interventi chirurgici alla colonna vertebrale.

### Fattori di rischio cardiovascolare
I pazienti che soffrono di PION perioperatoria presentano maggiori fattori di rischio cardiovascolare rispetto alla popolazione generale. I rischi cardiovascolari documentati nelle persone affette da PION perioperatoria includono: ipertensione, diabete mellito, ipercolesterolemia, consumo di tabacco, aritmia, ictus e obesità. Gli uomini sono a rischio anche più elevato, a conferma della tendenza secondo la quale sono a più alto rischio di cardiopatie. Questi rischi cardiovascolari interferiscono con un afflusso di sangue adeguato, e sembrano coinvolti nell'autoregolazione vascolare difettosa.

### PION perioperatoria
Come evidenziato dai fattori di rischio sopracitati, l'ipossia perioperatoria è un problema determinato da molteplici fattori. Può essere difficile individuare l'esatto contributo di ciascun fattore, nonché la soglia del nervo ottico oltre cui si verifica la morte cellulare.
L'ipotensione e l'anemia sono citate come complicanze perioperatorie in quasi tutte le segnalazioni della PION, il che fa ipotizzare un nesso causale. Tuttavia, mentre l'ipotensione e l'anemia sono relativamente comuni nel contesto perioperatorio, la PION è estremamente rara. Gli interventi chirurgici alla colonna vertebrale e gli interventi di bypass cardiaco hanno un'incidenza stimata più alta della PION, rispettivamente del 0,028% e 0,018%, ma tale percentuale è ancora estremamente bassa. Questa evidenza suggerisce che la lesione del nervo ottico nei pazienti affetti dalla PION è causata da ulteriori fattori.
I dati suggeriscono che i molteplici fattori all'origine della PION perioperatoria comprendono i rischi sopracitati e probabilmente altri fattori sconosciuti. Gli articoli sulla PION sottolineano l'insufficiente ricerca sulla disfunzione autoregolatoria vascolare e sulla variazione anatomica, che potrebbero contribuire alla predisposizione del singolo paziente al disturbo.

## Patogenesi

### PION
In entrambi i tipi di PION, la diminuzione del flusso sanguigno porta alla morte delle cellule del nervo ottico. La lesione ischemica al nervo ottico provoca infiammazione e rigonfiamento. Poiché il nervo ottico posteriore attraversa il canale ottico, un tunnel osseo che conduce al cervello, il rigonfiamento in questo spazio rigido provoca la compressione del nervo ottico. Questa compressione aggrava l'ischemia ed estende il ciclo di lesioni, rigonfiamento e compressione.

### A-PION
L'A-PION è causata da una patologia infiammatoria, chiamata arterite temporale. L'arterite temporale è un'infiammazione dei vasi sanguigni. Si ritiene che sia una malattia autoimmune, causata da un'attività inappropriata dei linfociti T. Quando i linfociti T danneggiano le arterie che riforniscono il nervo ottico, si forma un coagulo di sangue e s'interrompe il flusso sanguigno. Quando il flusso sanguigno s'interrompe, anche l'erogazione di ossigeno si ferma, e le fibre del nervo ottico muoiono.

### PION perioperatoria
La causa della PION perioperatoria è sconosciuta. Sono stati identificati molteplici fattori di rischio, che contribuiscono a un'erogazione inadeguata di ossigeno alle cellule del nervo ottico. Da solo, nessuno di questi fattori di rischio determina la PION. Tuttavia, negli individui predisposti, una combinazione di questi fattori di rischio produce una gravissima cecità. Questa evidenza suggerisce che la PION presenta molteplici fattori scatenanti.
I rischi della PION perioperatoria possono essere suddivisi in due categorie: pressioni ischemiche intraoperatorie e fattori di rischio cardiovascolare.

#### Pressioni ischemiche intraoperatorie
Molte cause di diminuzione del flusso sanguigno durante l'intervento chirurgico sono sistemiche, ovvero diminuiscono il flusso sanguigno per tutto il corpo. Gli studi hanno dimostrato che quasi tutti i pazienti affetti da PION perioperatoria hanno sofferto per periodi prolungati d'ipotensione durante l'operazione e di anemia postoperatoria. Il paziente medio affetto da PION perioperatoria perde 4 litri di sangue nel corso dell'intervento chirurgico, e la maggior parte riceve trasfusioni di sangue. Una massiccia emorragia è soltanto una delle cause d'ipotensione. Anche i farmaci somministrati per l'anestesia generale possono abbassare la pressione sanguigna. In media, l'intervento nei casi di PION dura tra le 7 e le 9 ore, aumentando il rischio di un'ipotensione prolungata.
Altre pressioni ischemiche intraoperatorie sono locali, ovvero riducono il flusso sanguigno nell'area interessata, il nervo ottico. Rigonfiamento facciale, rigonfiamento periorbitale, compressione orbitale diretta, posizione prona durante l'intervento chirurgico e un tavolo operatorio inclinato a testa in giù sono stati segnalati come associati alla PION perioperatoria. Si ritiene che tutti questi fattori aumentino la pressione dei tessuti e la pressione venosa attorno al nervo ottico, riducendo così l'afflusso di sangue locale e l'erogazione di ossigeno.
Gli interventi chirurgici con la più alta incidenza stimata di PION sono a rischio più elevato dei suddetti disturbi. Nella chirurgia della colonna vertebrale, i pazienti sono predisposti a una significativa perdita di sangue e vengono posti proni per lunghi periodi di tempo. Ciò provoca l'aumento della pressione venosa, la diminuzione della pressione di perfusione arteriosa e il rigonfiamento del viso (l'aumento della pressione dei tessuti). Si stima che la chirurgia della colonna vertebrale presenti la più alta incidenza di PION, dello 0,028%. Il mantenimento della posizione a testa in giù nella chirurgia della prostata sembra contribuire all'aumento del rischio di PION.

## Diagnosi
La diagnosi di PION è spesso difficile dal momento che i nervi ottici inizialmente non subiscono variazioni visibili. La lesione si verifica posteriormente a quella porzione del nervo visibile durante l'oftalmoscopia. Potrebbe esserci una risposta pupillare relativa anormale (APD) se la lesione è limitata a un nervo ottico, ma spesso è bilaterale e viene mantenuta la simmetria delle risposte pupillari. Inoltre, l'imaging a risonanza magnetica potrebbe non essere utile. Non è raro che vengano effettuate diagnosi errate di cecità corticale o dovute a simulazioni da parte del paziente. È molto probabile che un consulto urgente di neuro-oftalmologia conduca alla diagnosi corretta.
Non esiste un test di conferma per la PION. La PION si caratterizza per una diagnosi di esclusione. Per prevenire la cecità imminente, bisogna escludere in via preventiva l'arterite temporale quando un paziente sopra i 50 anni presenta un'improvvisa perdita della vista.

### Diagnosi differenziale
Nel contesto postoperatorio, senza lesioni oculari gravi, la perdita della vista richiede una valutazione dell'intero apparato visivo in base al danno ischemico. Il nervo ottico non è l'unico tessuto dell'apparato visivo predisposto alla diminuzione del flusso sanguigno. Anche una ridotta ossigenazione della retina o del cervello potrebbe compromettere la vista.

### Neuropatia ottica ischemica anteriore
La PION è meno comune della neuropatia ottica ischemica anteriore (AION). L'apporto di sangue e l'anatomia circostante rendono le porzioni anteriore e posteriore del nervo ottico predisposte a diverse pressioni ischemiche.
Il nervo ottico posteriore riceve il sangue principalmente dai rami piali dell'arteria oftalmica. Il canale ottico, un tunnel osseo che conduce al cervello, circonda la parte più posteriore di questo segmento del nervo ottico.
Il nervo ottico anteriore riceve il sangue principalmente dalle arterie ciliari posteriori. Il nervo ottico anteriore, noto anche come testa del nervo ottico, è circondato dal canale sclerale ed è esposto all'affollamento delle fibre nervose. La porzione della testa del nervo ottico visibile attraverso l'oftalmoscopio è chiamata disco ottico.

### Differenze fra PION e AION
All'insorgere dei sintomi, attraverso l'oftalmoscopia si può distinguere l'AION dalla PION. Se si osserva il coinvolgimento della testa del nervo ottico, si tratta di AION. La PION non produce atrofia ottica osservabile tramite l'oftalmoscopio fino a 4/8 settimane dalla sua insorgenza. Inoltre, l'AION mostra spesso un difetto altitudinale caratteristico dell'esame del campo visivo di Humphrey.

### Arterite temporale
L'American College of Rheumatology elenca una combinazione di sintomi fisici e alterazioni infiammatorie per diagnosticare l'arterite temporale.

## Prevenzione
Gli individui con una storia d'ipertensione, diabete e tabagismo sono più predisposti alla PION, poiché presentano una compromissione del sistema di autoregolazione dei vasi sanguigni. Per loro potrebbero quindi esser necessari ulteriori sforzi, consistenti in interventi chirurgici mirati o a più riprese, oppure nel controllo dell'anemia in base alle perdite di sangue (mediante somministrazione di trasfusioni) e l'attento monitoraggio della loro pressione sanguigna.

## Trattamento
Non appena si verifica la perdita della vista, la situazione si complica. Ci sono casi di un suo recupero, qualora le trasfusioni di sangue e gli agenti che aumentano la pressione sanguigna vengano somministrati entro poche ore dall'insorgenza.

### A-PION
Qualora si sospettasse una diagnosi di arterite temporale, bisognerebbe iniziare immediatamente il trattamento con steroidi. È necessario prelevare un campione dell'arteria temporale (biopsia) per confermare la diagnosi e guidarne la gestione futura, ma non deve tardare l'inizio del trattamento. Col trattamento non si recupera la vista, ma si prevengono l'ulteriore progressione del disturbo e il coinvolgimento del secondo occhio. L'alta dose di corticosteroidi può essere ridotta nell'arco di circa un anno.

### Perioperatoria
Trasfusioni di sangue rapide, per correggere l'anemia e aumentare la pressione sanguigna, possono migliorare i risultati per i malati di PION. In un caso di patologia correlata, l'AION indotto da ipotensione, 3 pazienti su 3 che hanno ricevuto trasfusioni rapide hanno manifestato un recupero parziale della vista. Mentre le trasfusioni rapide offrono qualche probabilità di ripresa, la prognosi per la PION perioperatoria rimane infausta. La prevenzione resta la strategia migliore per ridurre i rischi d'insorgenza della PION.
Uno studio retrospettivo indica che l'incidenza della PION potrebbe essere ridotta nei casi ad alto rischio, modificando la gestione chirurgica. Ad esempio, per i pazienti sottoposti a chirurgia della colonna vertebrale, potrebbero essere prese misure per ridurre al minimo l'ipotensione intraoperatoria, per accelerare il processo di sostituzione del sangue e per trattare in modo aggressivo il rigonfiamento del viso.

## Epidemiologia
La PION colpisce più comunemente gli anziani.